# Клан Маккей

Емблема (хрест) клану Маккей.

Герб вождів клану Маккей.

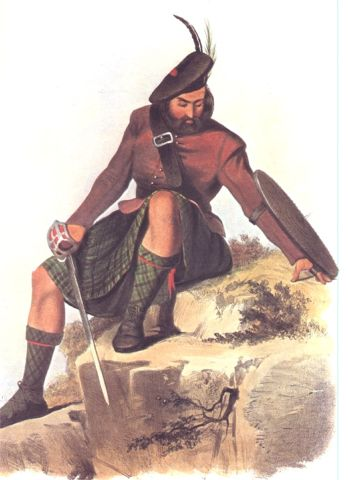
Чоловік з клану Маккей у традиційному одязі. Малюнок художника Р. Р. МакЯна 1845 року.

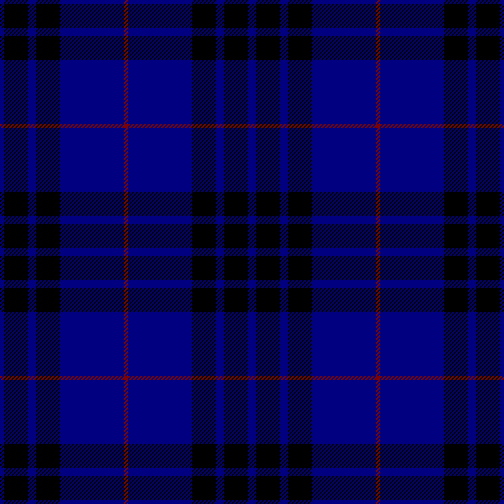
Тартан клану Маккей — «Кланморган».

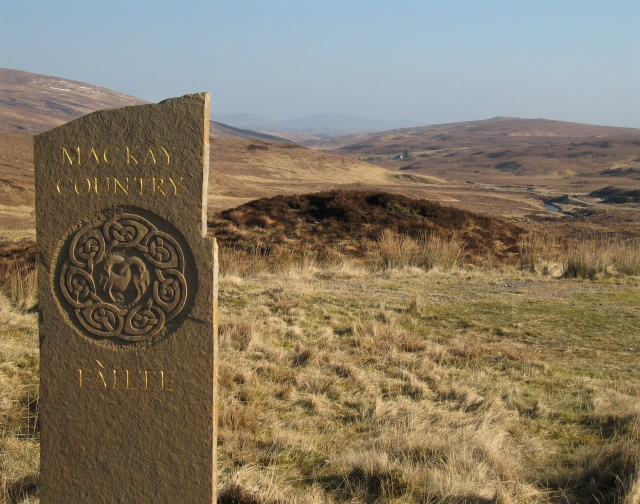
«Земля клану Маккей» — сучасний пам'ятник.

Маккей — (шотл. гел. Clan MacKay, Clan Mac Aoidh) — він же: Макей, Маккей, МакКой, Мак Аойд — гірський клан Шотландії. Колись сильний кельтський клан півночі Шотландії (Гайленду). Коренями йде в давнє королівство Морей. Клан підтримав боротьбу Роберта Брюса за незалежність Шотландії в XIV столітті. У нову епоху клан активно підтримував якобітів які боролись на незалежність Шотландії. Земля клану Маккей складається з парафій Фарр (Farr), Тон'ю (Tongue), Дарнесс (Durness), Еддрахіліс (Eddrachillis). Ці землі відомі як Стратневер (Strathnaver) на північному заході графства Сазерленд. До 1829 року ці землі не вважались частиною Сазерленду. Але у 1829 році вождь клану Маккей продав майже всі землі клану графам Сазерленду та Гайленду, що мало для клану фатальні наслідки. У XVII землі клану включали в себе і прихід Рей аж до графства Кейтнесс. Вождем клану був лорд Рей, тому ці землі пізніше стали називати землями Рей.
Гасло клану — Manu Forti — «Міцною рукою».
Символ клану — великий озерний комиш (Schoenoplectus tabernaemontani).

## Історія клану Маккей

### Походження клану Маккей
Історик Ангус Маккей у своїй «Книзі Маккей» (1906 рік) наводить дві різні генеалогії клану Маккей. Перша генеалогія клану взята з праці сера Роберта Гордона (XVII століття), друга — з праці Олександра Маккейя з Блеккастла (XVII — XIX століття), що мав доступ до архівів та документів клану Маккей. Обидві родоводи схожі, але мають суттєві відмінності щодо роду вождів клану Маккей. Згідно генеалогії Гордона, вожді клану Маккей мали спільного предка з вождями клану Форбс і вождями клану Фаркухарсон. Історик наводить докази того, що теорія Гордона з підключенням в родовід клану Форбс пояснюється давнім союзом між двома кланами і давньою ворожнечею з кланом Гордон. Олександр Маккей з Блеккастла наводить спорідненість з кланом Фаркухарсон, але представляє зовсім іншу генеалогію. Ангус Маккей аналізує обидва джерела і приходить до висновку, що родовід Олександра Маккейя з Блеккастла є точнішим.
Олександр Маккей з Блеккастла стверджує, що І вождь клану — Ай Маккей народився близько 1210 року і був нащадком Малкольма МакГеха (гельск. — Malcolm MacHeth) — І графа Росс, що помер 1168 року. Малкольм МакГех — І ерл Росс пов'язаний з ранніми правителями Мормерами Морейськими. Десь близько 1160 року МакГех та його прихильники після конфлікту з королем Малькольмом IV Шотландським втегли на північ — в райони пагорбів Росс та землі Страсневер, де їх вітали правитель тамтешніх вікінгів (що колонізували узбережжя) Гаральд Маддадсон (норв. — Harald Maddadsson) та Мормер Кейтнесс, що були тоді ворогами короля. У 1215 році вони виступили проти короля, але були розбиті. Онук Малкольма МакГеха — Кеннет МакГех був вбитий. Припускають, що Ай Маккей — І вождь клану був його або син, або племінник. Син Ай МакКея був Ай Мор Маккей — II вождь клану. Він одружився з дочкою Вальтера — єпископа Кейтнесса у 1263 році.

### XIV століття— війна за незалежність Шотландії
Клан Маккей у 1314 році підтримав Роберта Брюса борця за свободу Шотландії та її майбутнього короля. У 1371 році було вбито двох вождів клану Маккей — батька і сина у замку Дінгвол (Dingwall Castle). Це зробив Ніколас Сазерленд Даффський — вождь однієї з молодших гілок клану Сазерленд. Багато кровопролиття було потім в результаті війн між цими кланами, в тому числі в результаті рейду клану Маккей на Дорнох (Dornoch) у 1372 році. під час цього рейду спалили собор і повісили на площі багатьох чоловіків з клану Сазерленд. Після цього ворожнеча між цими кланами більш-менш стихла і обидва ворогуючих клани взяли участь у війні з Англією.

### XV століття— війни кланів
У 1403 році відбулась битва під Тутем Тарбах (гельск. — Tuiteam Tarbhach) між кланами Маккей та МакЛауд з Льюїса. Причинами війни були сімейні чвари. VII вождь клану Ангус Ду Маккей одружився з сестрою вождя клану МакЛауд з Льюїса. Але він виявив, що його дружина погано себе поводила — це стало початком конфлікту. Він вирушив в похід на Стресневер та Бре-Хат в Сазерленді. У другій битві вождь клану МакЛауд був вбитий.
У 1411 році Дональд Айл — лорд Островів почав конфлікт з королівською родиною Стюартів щодо графства Росс. VII вождь клану Ангус Ду Маккей приєднався до конфедерації Стюартів. Відбулась битва під Дінгоул — лорд Островів розбив клан Маккей. Але вождь клану Маккей врятувався і пізніше він помирився з лордом Островів і одружився з сестрою Дональда Айла — онучкою короля Роберта II Шотландського. Цей факт вказує наскільки сильним і вагомим в Шотландії в ті часи був клан Маккей.
У 1426 році відбулась битва під Гапсдейл — VII вождь клану Ангус Ду Маккей разом зі своїм сином Нейлом (Нілом) спустошували землі Кейтнесс. Жителі Кейтнеса виступили проти клану Маккей — було велике кровопролиття і втрати з обох сторін. Після цього король Джеймс І Шотландський пішов в похід, щоб покрасти край цим конфліктам. Ангус Ду Маккей здався на милість короля і лишив свого сина Нейла як заручника. Король відправив Нейла в Басс Рок біля Ферт-оф-Форт. Згодом його назвали Ніл Бассе або Ніл Вассе. У 1431 році відбулась битва під Друмнакоуб (Drumnacoub) в якій Ангус Ду Маккей переміг клан Сазерленд на чолі з Ангусом Мореєм. У 1438 році відбулась війна яка ввійшла в історію як Сансайд Чейс — у цій війні Ніл Бассе Маккей, що звільнився з полону, розбив людей Кейтнесса. У 1464 році відбулась битва під Таннах, де клани Маккей та Кіт боролися проти клану Ганн Кейтнесс. Клани Кіт та Маккей перемогли.
Наприкінці XV століття клани Маккей та Росс перебували у давній ворожнечі, яка вилилась у війну і битву під Тарбат у 1486 році. Клан Маккей зазнав поразки і вождь клану Маккей був вбитий. Після цього відбулась битва під Алді Харріш (Aldy Charrish), де клан Росс був розбитий і його вождь був вбитий. За словами історика XVII століття сера Роберта Гордона — молодшого сина Олександра Гордона, XII графа Сазерленду клан Сазерленд приєднався до клану Маккей і завдяки цьому була отримана перемога у цій битві. Але історик XIX століття Ангус Маккей заперечує участь клану Сазерленд у цій битві, запевняючи, що це малоймовірно, бо граф Сазерленд в той час був одружений з дочкою вождя клану Росс — Балнагованом і навряд чи б той воював би проти своїх родичів і що твердження про перевагу військової сили Сазерлендів над військовою силою клану Маккей це лише продукт багатої уяви автора.

### XVI століття— війни кланів тривають
У 1505 році відбулась битва під Ахнашеллах (Achnashellach) в якій клан Камерон переміг об'єднані сили кланів Маккей та Монро, вождь Вільям Монро був вбитий. У 1513 році Вождь Ай Рой Маккей разом зі своїм братом Джоном Ріавахом Маккей повів свій клан у битву під Флоддене, де Джон Ріавах був вбитий разом з багатьма воїнами свого клану.
У 1517 році відбулась битва під Торран Дув, де клан Маккей зітнувся з кланом Сазерленд. Битва була дуже жорстока і клан Маккей був розбитий. У 1522 році Олександр Гордон розгромив клан Маккей і змусив його підкоритися. У 1528 році в цей конфлікт був втягнутий і клан Форбс. У 1542 році відбулась битва під Алтан-Бех (Alltan-Beath) між кланами Маккей та Сазерленд. Вождь клану Маккей Дональд був схоплений та кинутий у в'язницю в замку Фоуліс, що належав клану Росс. Це відбулось за наказом регента королеви.
У 1542 році вождь клану Ай Ду Маккей воювали з англійцями у битві під Солвей-Моссом. У 1544 році до клану Маккей приєднався граф Арран в битві під Глазго і в 1548 році він приєднався до цього клану під час облоги Гаддінгтону.
У 1555 році відбулася облога замку Борв — замок був захоплений, вождь клану Ай Ду Маккей потрапив в полон до клану Сазерленд і був кинутий до в'язниці дамку Думбартон. Потім від був перевезений до Единбурзького замку. Потім відбулась битва під Гарбаррі — остання битва між кланами Маккей та графами Сазерленд. У 1562 році відбулась битва пі Корріхі між гланом Маккей та кланом Гордон на чолі з Джорджем Гордоном ,IV графом Хантлі. Клан Маккей тоді підтримала королева Шотландії Марія Стюарт.
У 1576 році відбулась битва під Дайл-Ріабах (Dail-Riabhach) — вождь клану Джон Маккей та його брат Дональд Маккей перемогли свого дядька Ніла МакКея і заволоділи землею Страснавер.
У 1586 році відбулась битва під Аллт Камна (Allt Camhna) молодший брат вождя клану Вільям Маккей допоміг клану Ганн перемогти клан Сінклер. Але потім відбулась битва під Лекмелм, де Маккей з Аберрах допоміг графу Сазерленду розгромити клан Ганн. У 1588 році вождь клану Маккей Х'юстен Ду Маккей одружився з дочкою графа Сазерленд. У 1590 році зведений брат вождя Дональд Маккей очолив лучників в битві під Клінетрадвелл (Clynetradwell) на підтримку графа Кейтнесса, але пізніше він приєднався до графа Сазерленд.

### XVII століття

#### Тридцятилітня війна
У квітні 1616 року вождь клану Дональд Маккей відправився в Лондон разом зі своїм дядьком, сером Робертом Гордоном з клану Гордон, і був посвячений у лицарі королем. У 1626 році сер Дональд Маккей набрав до війська 3000 воїнів у Кромарті для графа Мансфелд для участі у Тридцятилітній війні «на службі у короля Данії під проводом полковника Роберта Монро». У березні 1627 року серу Дональду МакКею був подарований титул баронета Нової Шотландії, і в 1628 році він був піднесений до звання пера як лорд Рей. У 1630 році Дональд Маккей — І лорд Рей супроводжував свій полк до Німеччини, і був присутній при взятті Штеттина і Колберга. Наступного року він був уповноваженим короля Карла I в Англії, щоб набрати ще цілу армію воїнів для служби в Густава Адольфа, короля Швеції. Він посварився з Девідом Рамсеєм в англійському суді і викликав його на дуель. За це вони обидва були поміщені у в'язницю в Лондонський Тауер. Під час служби в Густава Адольфа 1632 році, короля Швеції він був убитий в битві при Лютценом.

#### Громадянська війна на Британських остовах
У 1638 році Джеймс Грем,І маркіз Монтроз, лорд Гом, лорд Бойд і лорд Лоудон запросили Дональда МакКея — І лорда Рей, щоб на зустрічі розглянути релігійні проблеми того часу і підписати пакт. Це Дональд Маккей зробив неохоче, разом з його сином, Джон МакКеєм — майстром Рей, він був як і більшість шотландських кланів прихильником короля Карла I. Король був шотландського походження, тому шитландські клани вважали його своїм королем. Участь різних шотландських кланів на боці республіканців чи роялістів пояснювалась не політичним світоглядом, а давньою клановою ворожнечею — «ворог мого ворога мій друг». У 1644 році, як і Монтроз, лорд Рей беруть участь в англійській громадянської війни. Вони беруть участь в облозі Ньюкасла, в обороні міста проти шотландців армії. Коли місто було захоплене, генерал Леслі, лорд Рей і лорд Кроуфорд були відправлені в полон до Единбурзького замку. У наступному — 1645 році Монтроз переміг у битві під Кілсіт, лорд Рей був звільнений і повернувся додому. У січні 1649 року король Карл І був страчений. Дональд Маккей — І лорд Рей як прихильник короля відправився у вигнання до Данії, де і помер у лютому 1649 року.
У 1651 році клан Маккей на чолі з Вільямом Маккей брав участь у битві під Вустером під проводом герцога Гамільтона на підтримку короля Карла II.
У 1660 році Джордж Маккей став III лордом Рей. Його опікуном був його родич — Жордж Манро з Кулрайн. У 1689 році генерал Х'ю Маккей командував гарнізоном замку Брахан (Brahan Castle). Принц Оранський призначив його верховним головнокомандувачем у Шотландії. Він був брав участьу битві під Кілікранкі, і переміг у кампанії проти Джона Грахама. Генерал Х'ю Маккей був смертельно поранений у битві під Стейнкірк у 1692 році. Еней Маккей — бригадний генерал довгий час воював в Шотандії, в Ірландії та на континенті. Помер він у Бат у 1697 році — там йому поставили пам'ятник.

### XVIII століття— повстання якобітів
Під час повстання якобітів у 1715 році клан Маккей не тільки не підтримав повстання, але і став на сторону короля Британі  Георга І. Клан захищав замок Інвернесс під час його облоги якобітами. Клан Маккей також воював проти клану МакКензі та Сеафорса під Скіміш Алнесс у 1715 році. У 1719 році клан Маккей воював проти якобітів під Глен Шіл, де якобіти були розбиті.
У 1745 році клан Маккей знову не підтримав повстання якобітів і став на сторону британської корони.